# همپستید غربی
longitudeهمپستید غربیlatitudeهمپستید غربی
همپستید غربی (انگلیسی: West Hampstead) نام منطقه‌ای واقع در منطقه کمدن لندن در شمال غرب لندن است. نام منطقه از ایستگاه‌های راه‌آهنی با همین نام برگرفته شده‌است.

## نگارخانه

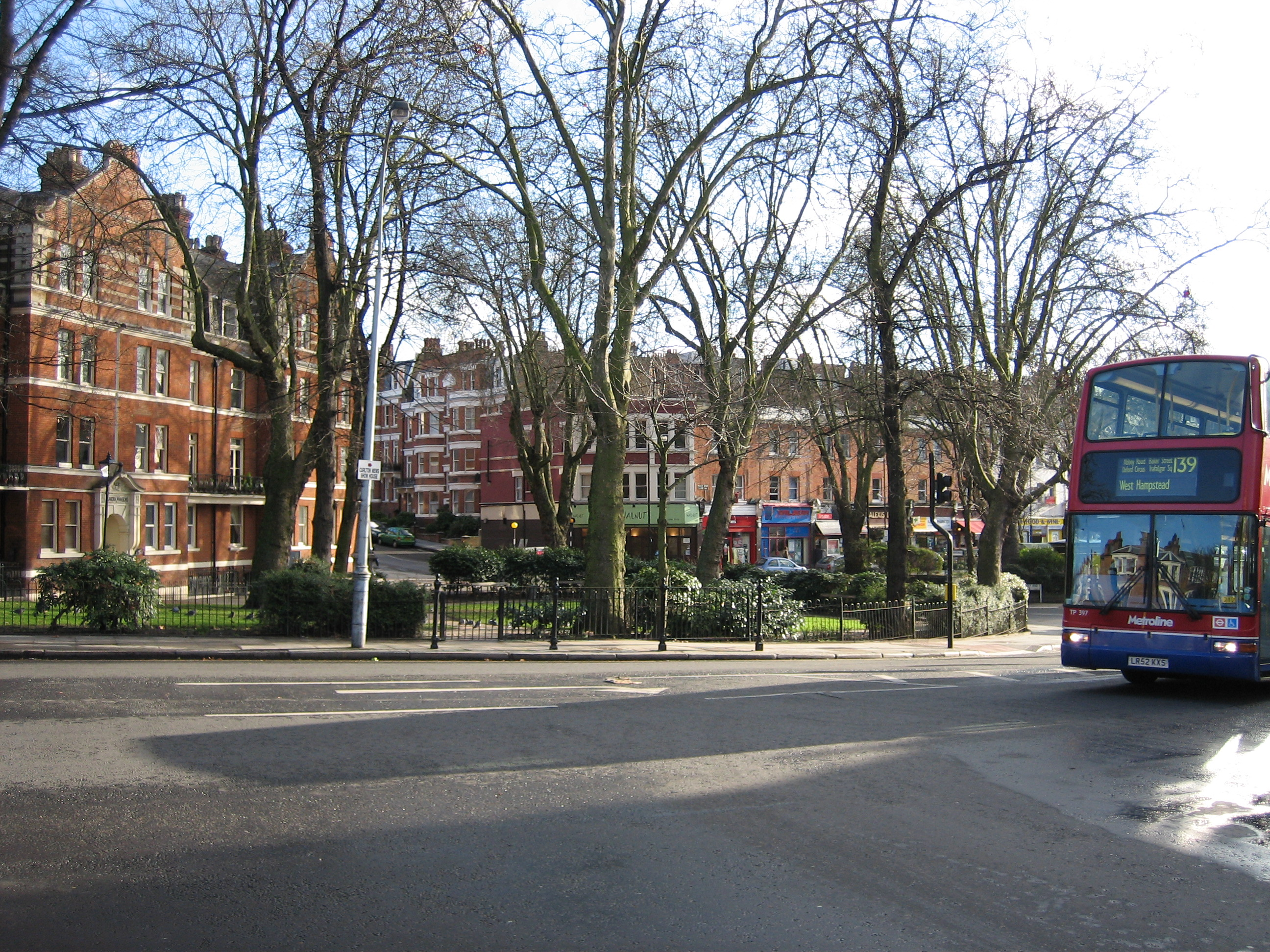
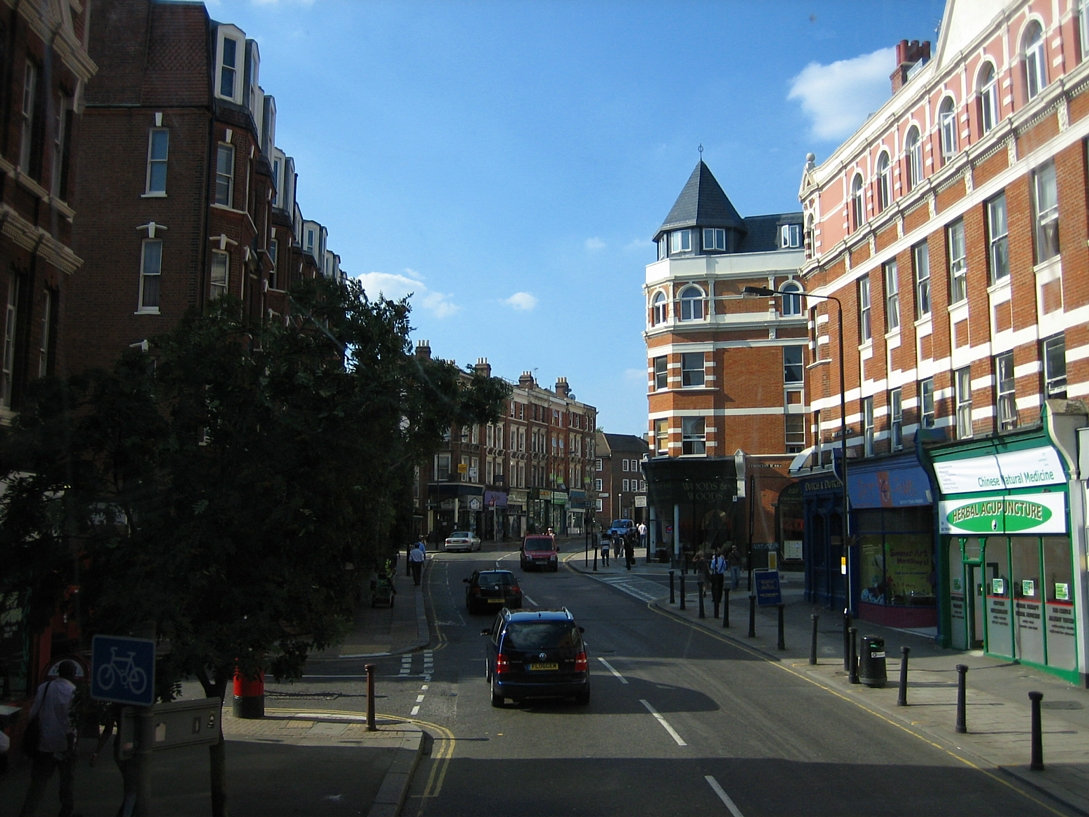
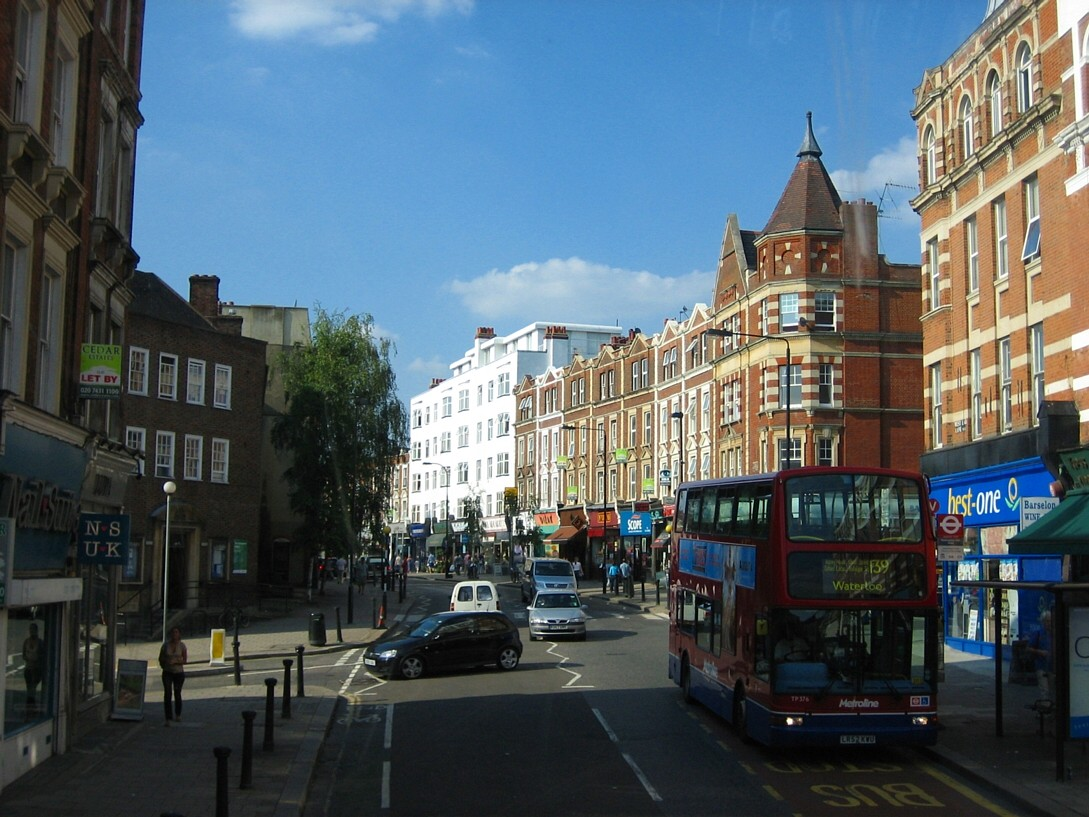
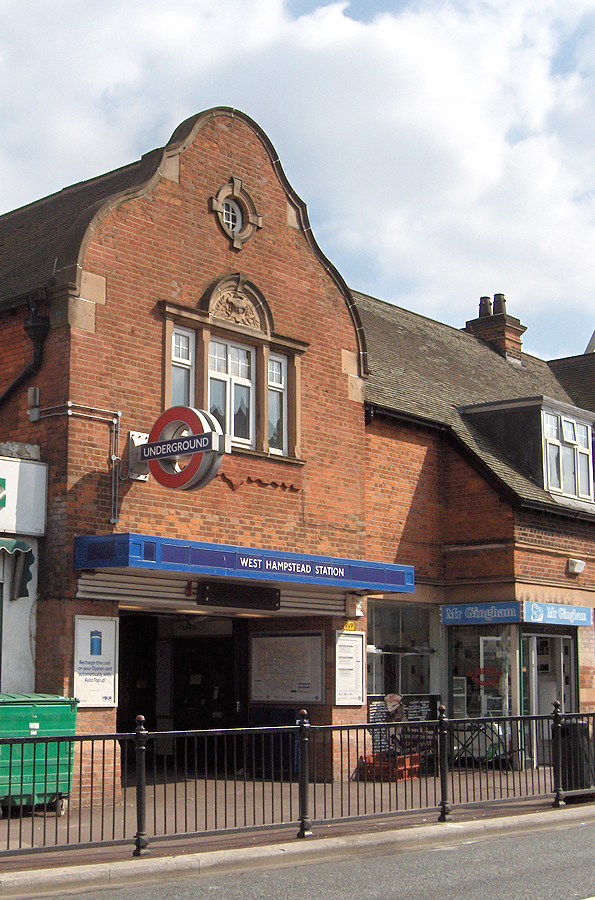
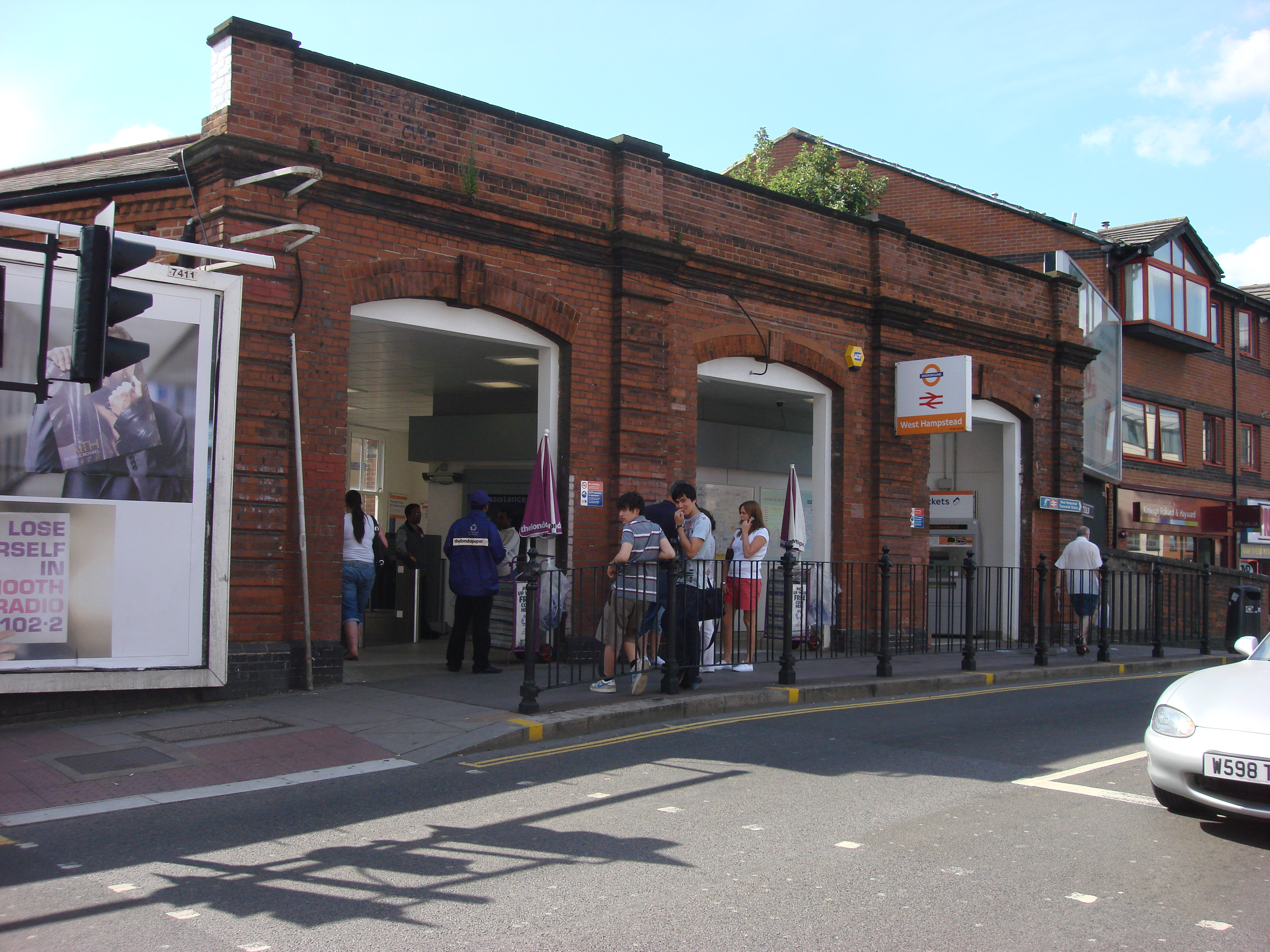
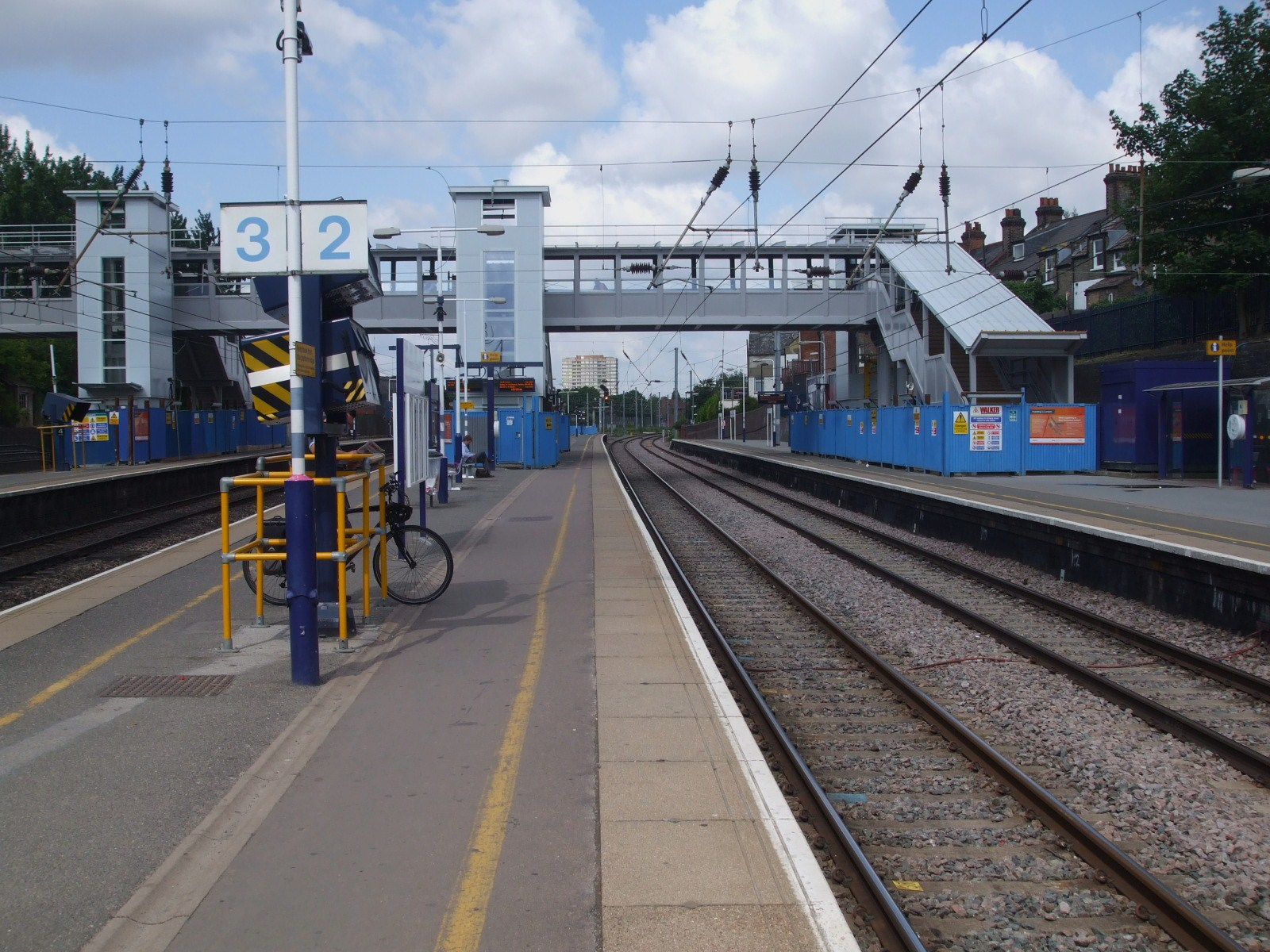